# Jung Il-woo (acteur)
Dans ce nom coréen, le nom de famille, Jung, précède le nom personnel.
Jung Il-woo (coréen : 정일우) né le 9 septembre 1987 à Séoul, est un acteur, mannequin et chanteur sud-coréen.

## Filmographie

### Films
| Année | Film                 | Titre original  | Nom du Rôle     | Rôle       |
| ----- | -------------------- | --------------- | --------------- | ---------- |
| 2006  | The World of Silence | 조용한 세상     | Jung Ho (jeune) | Secondaire |
| 2007  | My Love              | 내사랑          | Ji Wu           | Principal  |
| 2007  | Goodbye Sadness      | 굿바이 새드니스 | Gu Jung Hyun    |            |

### Séries télévisées
| Année(s)  | Saison(s)     | Série télévisée                          | Titre original                                                | Nom du rôle                   | Rôle      | Chaîne |
| --------- | ------------- | ---------------------------------------- | ------------------------------------------------------------- | ----------------------------- | --------- | ------ |
| 2006-2007 | Automne-Hiver | High Kick                                | 거침없이 하이킥                                               | Lee Yun Ho                    | Principal | MBC    |
| 2008      |               | The Secret of Kookoo Island              | 크크섬의 비밀                                                 | Lee Yun Ho (ep 1)             | Caméo     | MBC    |
| 2009      | Hiver         | The Return of Iljimae                    | 돌아온 일지매                                                 | Iljimae                       | Principal | MBC    |
| 2009      | Été           | Take Care of the Young Lady              | 아가씨를 부탁해                                               | Lee Tae Yoon                  | Principal | KBS 2  |
| 2009      | Été           | High Kick 2                              | 지붕 뚫고 하이킥                                              | Jeong Il Wu (ep 35)           | Caméo     | MBC    |
| 2011      | Hiver         | 49 Days                                  | 49일                                                          | L'organisateur                | Principal | SBS    |
| 2011      | Été           | High Kick 3                              | 지붕 뚫고 하이킥                                              | Lee Yun Ho (ep 40, 87)        | Caméo     | MBC    |
| 2011      | Automne       | Flower Boy Ramen Shop                    | 꽃미남 라면가게                                               | Cha Chi Su                    | Principal | tvN    |
| 2012      | Hiver         | Moon Embracing the Sun                   | 해를 품은 달                                                  | Prince Yang Myung             | Principal | MBC    |
| 2013      | Printemps     | The Queen of Office                      | 직장의 신                                                     | Cha Chi Su (ep 3)             | Caméo     | KBS 2  |
| 2013-2014 | Automne-Hiver | Gold Rainbow                             | 황금무지개                                                    | Seo Do Yeong                  | Principal | MBC    |
| 2014      | Été           | The Night Watchman                       | 야경꾼 일지                                                   | Lee Rin                       | Principal | MBC    |
| 2015-2016 | Automne-Hiver | High-end Crush                           | 고품격 짝사랑                                                 | Choi Se Hun                   | Principal | Naver  |
| 2016      | Été           | Cendrillon et les Quatre Chevaliers (en) | 신데렐라와 네 명의 기사                                       | Kang Ji Wun                   | Principal | tvN    |
| 2017      | Hiver         | Gon Rak Game Maya                        | กลรักเกมมายา                                                   | Tim                           | Principal | True4U |
| 2019      | Hiver         | Haechi                                   | 해치                                                          | Lee Geum / Le prince Yeo Ning | Principal | SBS    |
| 2021      |               | Bossam: Steal the Fate                   | En hangeul : 보쌈-운명을 훔치다 En hanja : 보쌈-운명을 훔치다 | Ba-woo/Kim Dae-seok           | Principal | MBN    |

### Apparences de musique vidéo
| Année | Titre                          |
| ----- | ------------------------------ |
| 2006  | This Is Me - SAT               |
| 2007  | Goodbye Sadness - Gu Jung Hyun |

### Publicités
| Produit                                             | Année(s)  | Notes                          |
| --------------------------------------------------- | --------- | ------------------------------ |
| FILA Sport Korea F/W collection                     | 2012      | ,                              |
| Domino's Pizza                                      | 2012      | avec Bae Suzy                  |
| LG Optimus LTE II                                   | 2012      |                                |
| Doritos                                             | 2012      |                                |
| Holika Holika                                       | 2012      | avec Sistar                    |
| Enprani                                             | 2012      |                                |
| Googims clothing F&W & S/S collection               | 2011-2012 |                                |
| NIX Footwear & Nix Jeans F/W & S/S collection       | 2009-2010 |                                |
| Spasso collection                                   | 2007-2008 |                                |
| NIKE clothing                                       | 2007-2008 |                                |
| CLride clothing                                     | 2007      | avec Go Ara                    |
| MNet Summer Break                                   | 2007      |                                |
| Samsung Anycall MyStage 3.5                         | 2007      | avec Go Ara                    |
| Samsung Anycall DMB                                 | 2007      | avec Lee Hyori                 |
| Samsung Anycall – Talk. Play. Love.                 | 2007      | avec Go Ara et Lee Hyori       |
| Daum-UCC                                            | 2007      |                                |
| HTO Banana Flavoured Milk                           | 2007      | avec les acteurs de High Kick! |
| [Somang Cosmetics] Beauty Credit Coenzyme Cream Q10 | 2007      | avec Ku Hye Sun                |
| CJ Rice                                             | 2007      |                                |
| Vita 500                                            | 2007      |                                |